# Batignano
Batignano è una frazione del comune italiano di Grosseto, in Toscana. 

## Geografia fisica
La frazione è situata a circa 10 km a nord-est del capoluogo su una delle ultime propaggini collinari della Valle dell'Ombrone che dominavano l'antica città di Roselle. Il poggio sul quale sorge il borgo di Batignano è annoverabile tri rilievi meridionali del gruppo collinare di Monte Leoni, che si sviluppa tra l'omonima località e quelle di Montepescali, Sticciano e Montorsaio, superando sulla vetta più alta la quota dei 600 metri s.l.m.

## Storia
Di origini incerte, Batignano si sviluppò in epoca medioevale, attorno al castello che controllava lo sbocco della via verso Siena sulla piana grossetana e alcune miniere di piombo e di argento. Fu feudo degli Aldobrandeschi e appartenne nel 1213 a Manto da Grosseto. Passò quindi nel XIV secolo sotto il dominio di Siena, ospitando numerosi immigranti dalla Corsica, e quindi nel Granducato di Toscana.
In seguito alla riforma amministrativa voluta dal granduca Pietro Leopoldo nel 1783, la comunità di Batignano fu annessa a quella di Grosseto.

## Monumenti e luoghi d'interesse
Batignano è un caratteristico borgo che conserva resti della cinta muraria, con torri e porte, e un cassero, oltre ad un loggiato a tre arcate, costruito con materiali di reimpiego (colonne e capitelli romani), probabilmente provenienti da Roselle; tutto ciò conferisce al paese un certo tono di antichità. Da segnalare, anche, la presenza di una pieve e di un antico convento, oramai sconsacrato, situato fuori dall'abitato.

### Architetture religiose
- Pieve di San Martino, chiesa parrocchiale della frazione, risale al periodo altomedievale, ma ha subito varie ristrutturazioni nel corso dei secoli che ne hanno modificato l'aspetto originale. All'interno conserva una statua lignea di san Michele arcangelo del XVII secolo, originaria dell'oratorio dedicato al santo oggi perduto; due tele ottocentesche raffiguranti san Giuseppe e l'Immacolata Concezione; le reliquie di padre Giovanni Nicolucci. La parrocchia di San Martino conta circa 740 abitanti.[4]
- Chiesa della Confraternita di San Giuseppe, risalente al XVII secolo, all'interno presenta alcune decorazioni in stile barocco.
- Convento di Santa Croce, situato fuori dal paese, fu fatto costruire nella prima metà del XVII secolo dalla granduchessa Maria Cristina di Lorena, madre del granduca Cosimo II de' Medici, a beneficio della comunità di agostiniani scalzi fino ad allora residente nella chiesa di Santa Lucia distante circa un miglio, ora scomparsa. Conserva alcuni affreschi, pur essendo stato trasformato in residenza privata dopo il suo abbandono e la conseguente sconsacrazione.

### Architetture civili
- Palazzo di Giustizia, conosciuto anche come Palazzo Iacometti, si affaccia lungo via dell'Orologio. Di origini trecentesche, ospitava in passato il palazzo del tribunale di Batignano. Il complesso è stato recentemente restaurato.
- Palazzo Baccellieri
- Palazzo del Loggiato

### Architetture militari
- Mura di Batignano: durante il XII secolo fu realizzata una prima fortificazione per difendere l'area signorile situata nella parte sommitale dell'abitato. A testimonianza di questo primitivo nucleo castrense rimane il cosiddetto cassero. Tra il XIII e il XIV secolo furono costruite le nuove mura che delimitarono un'area più ampia dopo lo sviluppo del borgo nel corso degli anni. Lungo il perimetro si aprono la Porta Grossetana, verso ovest, e la Porta Senese, rivolta a est.

## Società

### Evoluzione demografica
Quella che segue è l'evoluzione demografica di Batignano. Sono indicati gli abitanti dell'intera frazione e dove è possibile è messa tra parentesi la cifra riferita al solo capoluogo di frazione.
Dal 1981 sono contati da Istat solamente gli abitanti del centro abitato, non della frazione.
| Anno | Abitanti | Abitanti       |
| Anno | Frazione | Centro abitato |
| ---- | -------- | -------------- |
| 1640 | 442      | -              |
| 1745 | 167      | -              |
| 1833 | 295      | -              |
| 1845 | 365      | -              |
| 1921 | 1 345    | -              |
| 1931 | 1 740    | -              |
| 1961 | 973      | 807            |
| 1981 | -        | 663            |
| 1991 | -        | 643            |
| 2001 | -        | 597            |
| 2011 | -        | 619            |

## Infrastrutture e trasporti
La frazione di Batignano è servita da uno svincolo sulla strada europea E78 Grosseto-Fano, nel tratto tra le città di Grosseto e di Siena, costituito dalla strada statale 223 di Paganico.

## Galleria d'immagini

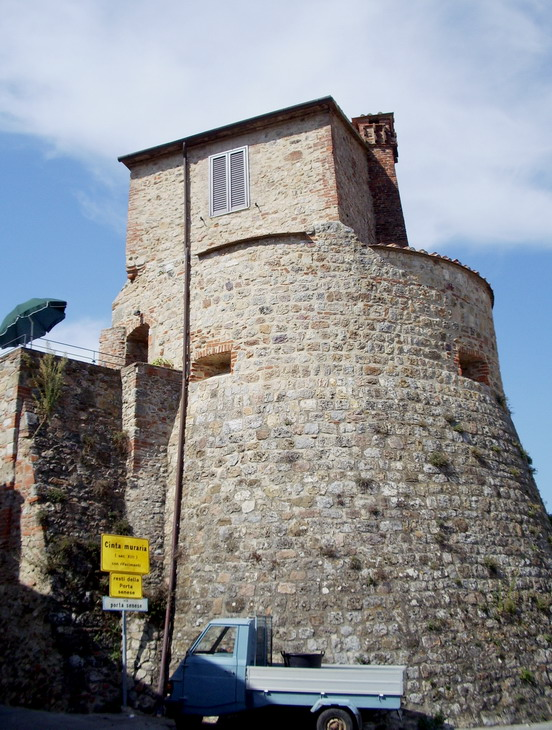
La Porta Senese
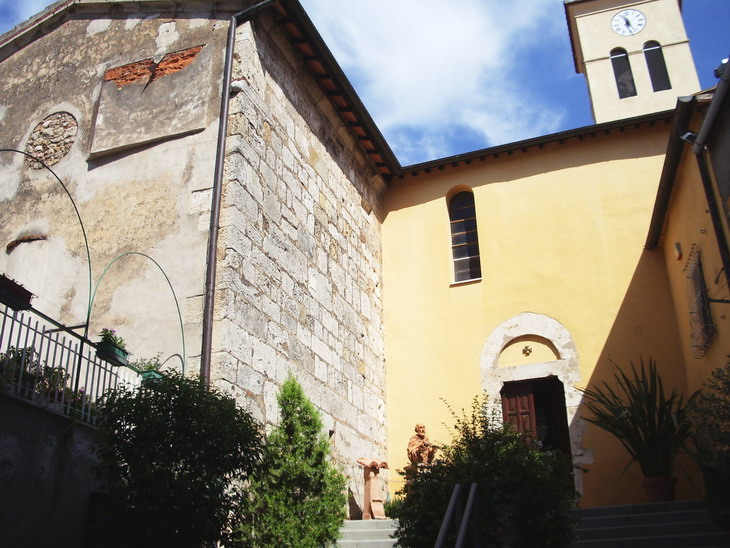
La Pieve di San Martino
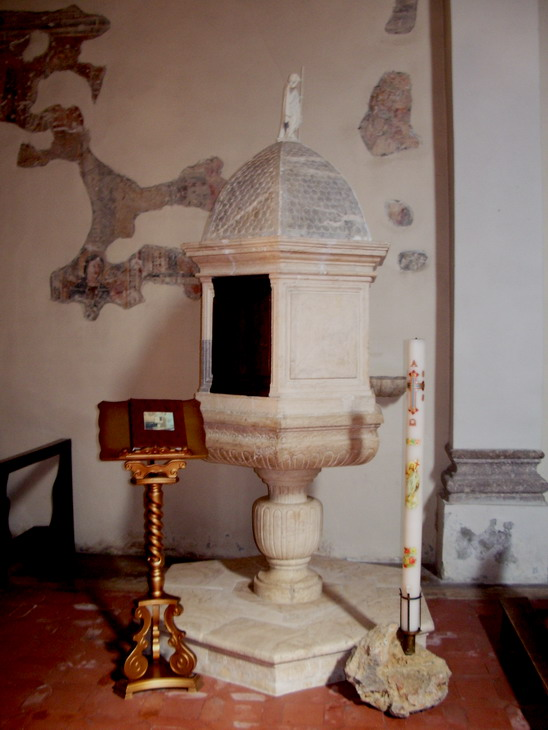
Il fonte battesimale nella pieve
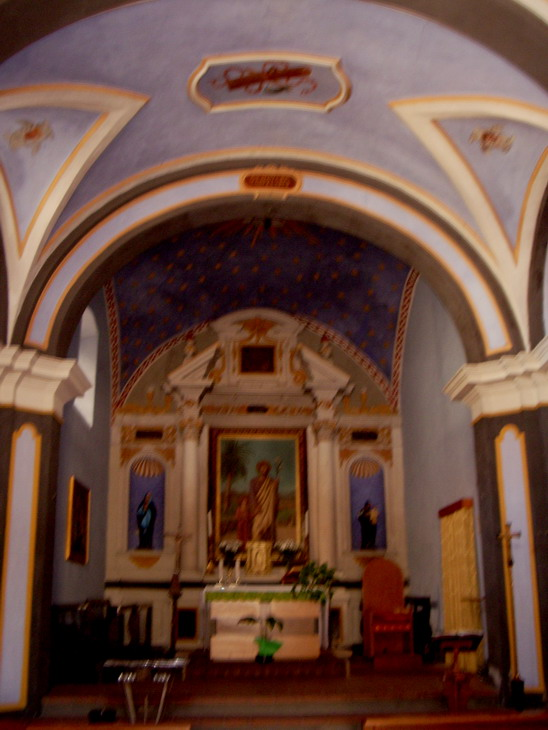
L'interno della chiesa di San Giuseppe
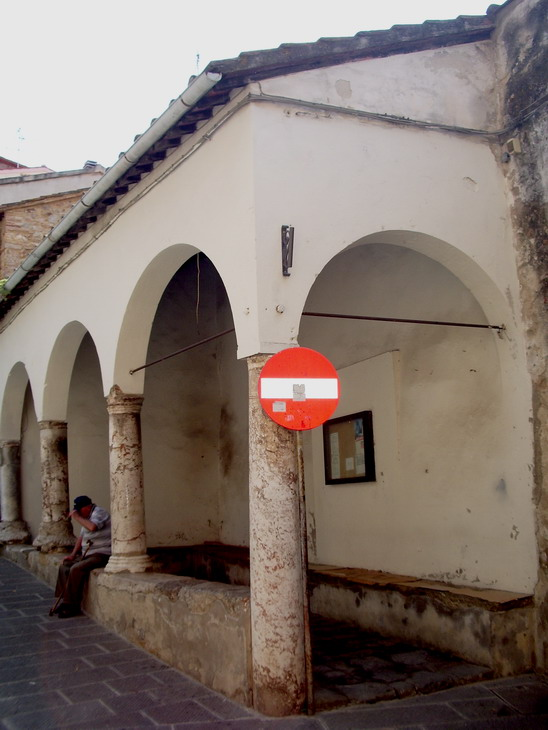
Il Loggiato
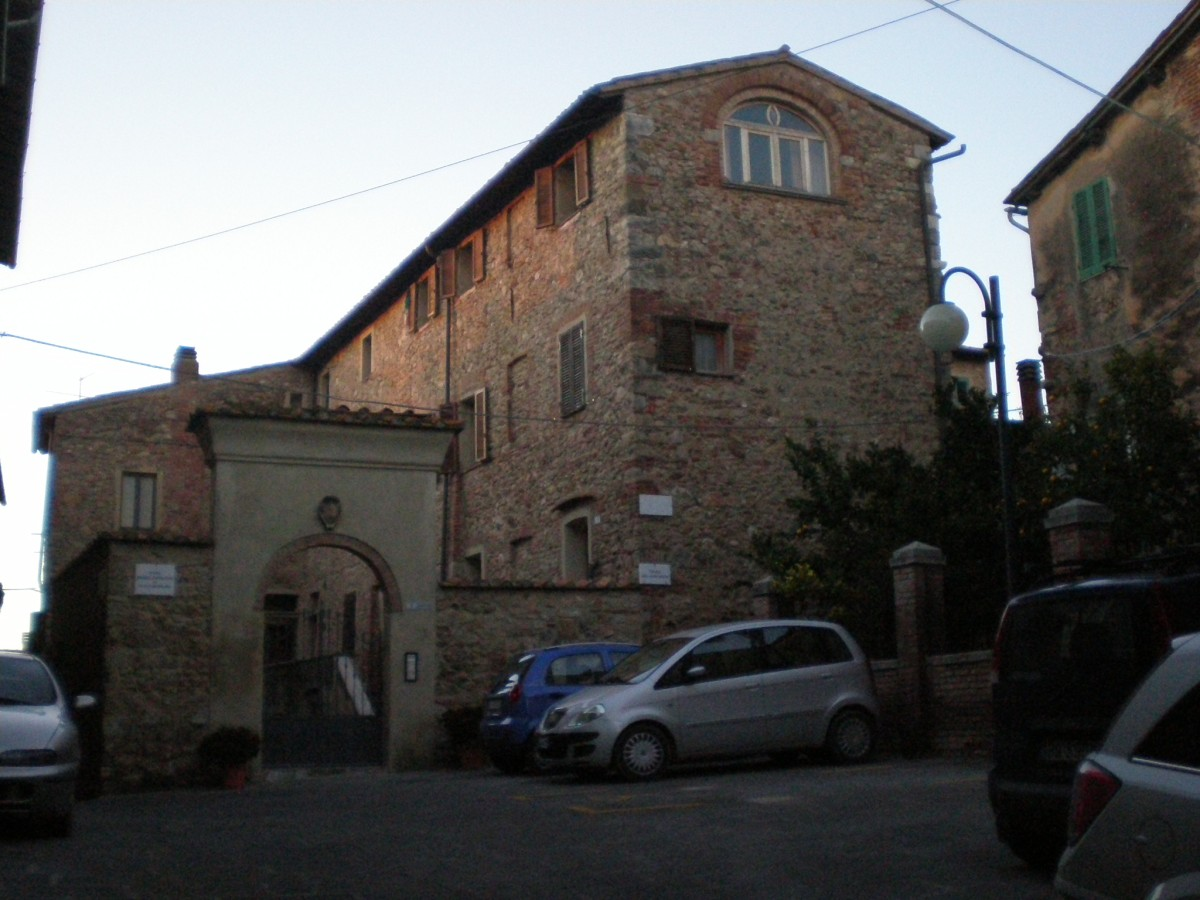
Piazza Padre Giovanni da San Guglielmo
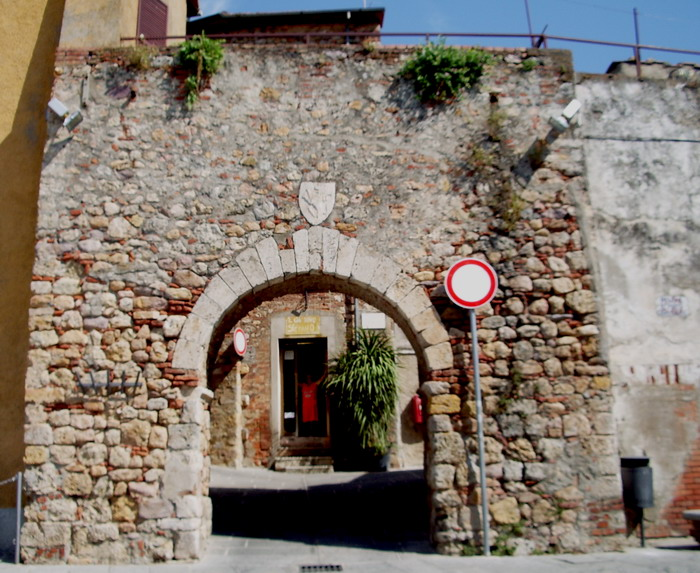
Il lato esterno della Porta Grossetana
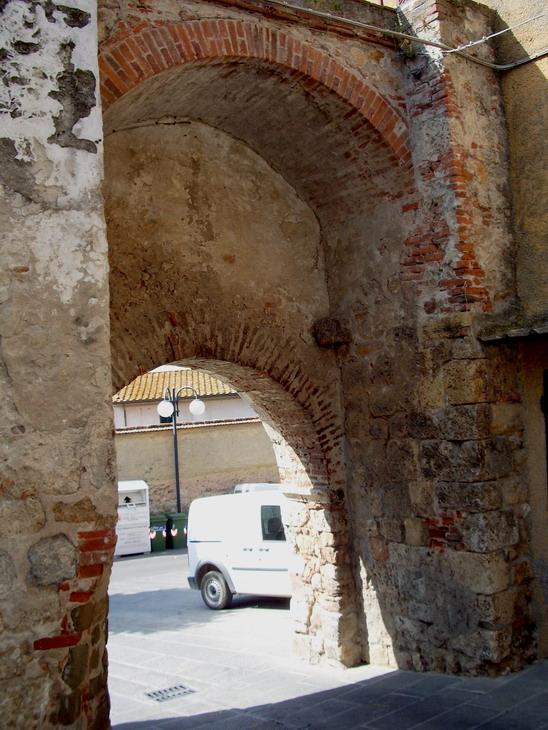
Il lato interno della Porta Grossetana
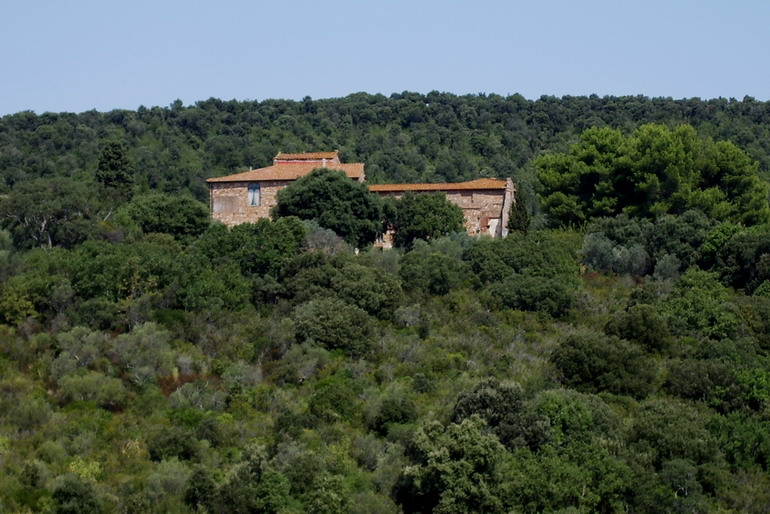
Il Convento di Santa Croce
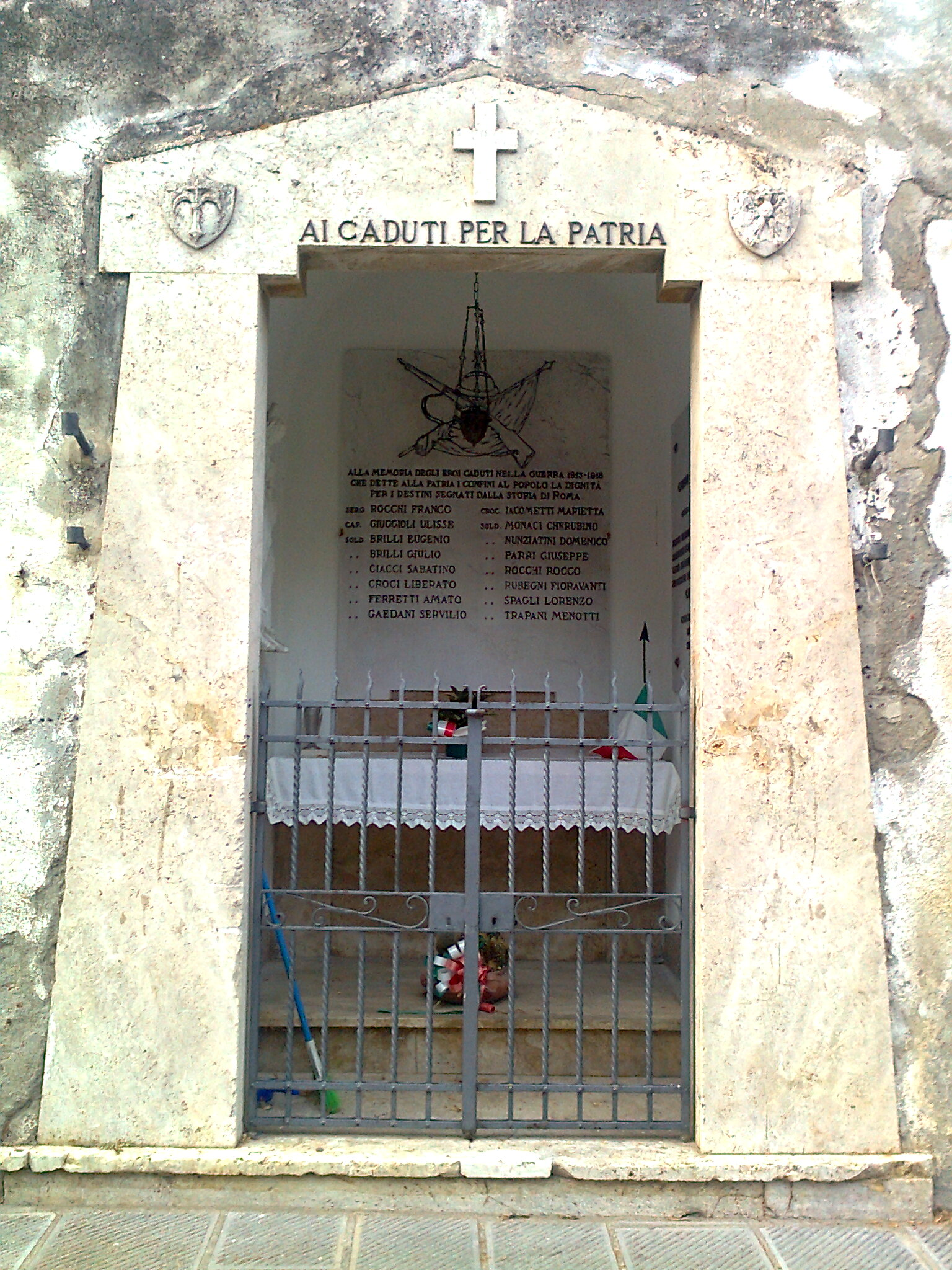
Monumento ai Caduti fuori Porta Grossetana
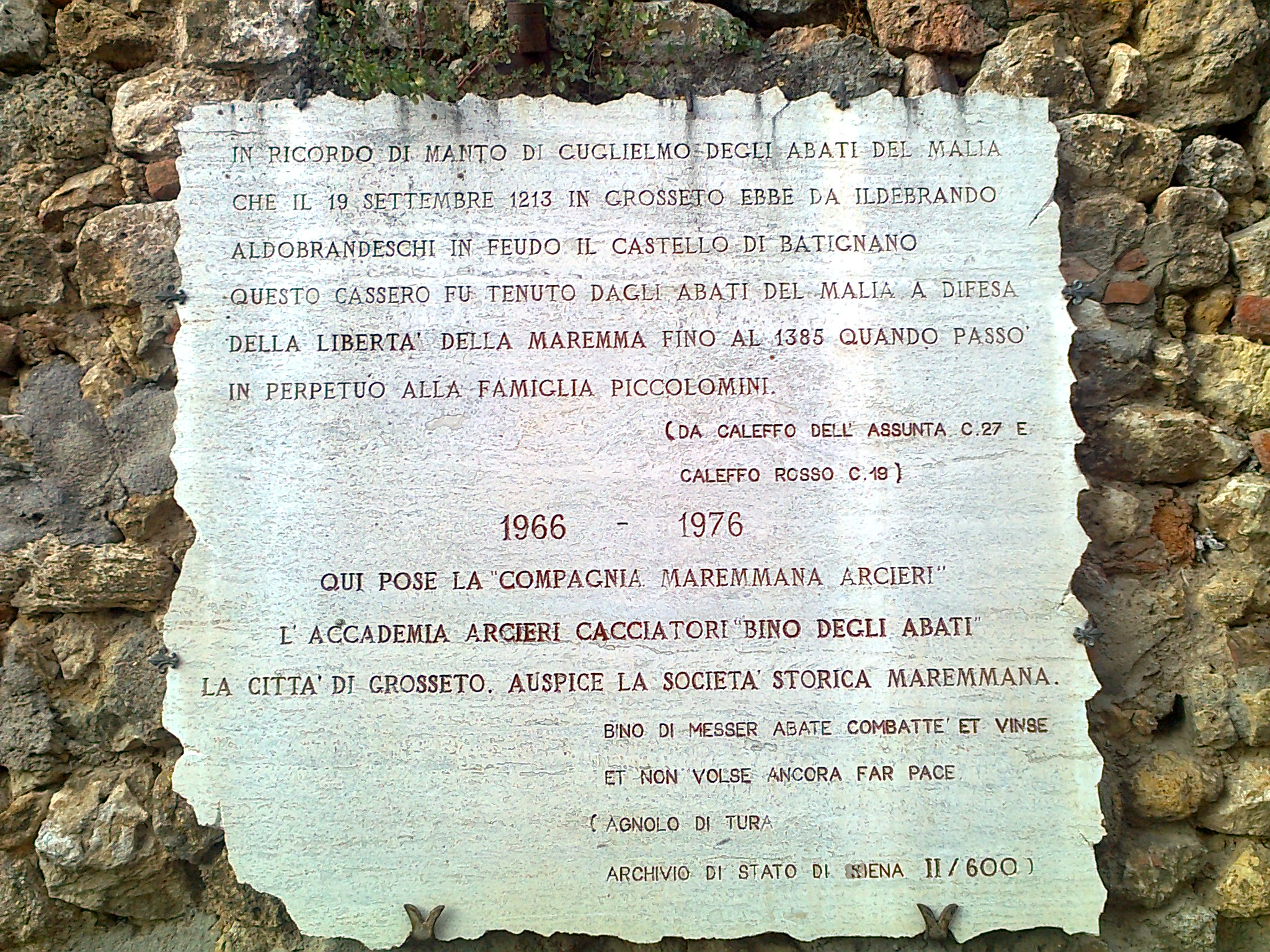
Lapide in ricordo degli Abati del Malia